# Tuilerie de la Maison Neuve
La tuilerie de la Maison Neuve est un ancien bâtiment industriel situé à Sévigny en France.

## Localisation
L'ancienne tuilerie est située dans le département français de l'Orne, à 1,5 km au sud-ouest du bourg de Sévigny et à 2,5 km au nord du centre-ville d'Argentan.

## Architecture
La pièce de séchage et le four subsistant attenant sont inscrits au titre des monuments historiques par arrêté du 9 juin 1995.